# Voo Transbrasil 303
O Voo Transbrasil 303 era uma linha aérea nacional da companhia aérea homônima e ligava Fortaleza a Porto Alegre, com escalas no Rio de Janeiro, em São Paulo e Florianópolis. No dia 12 de abril de 1980, um acidente aéreo interromperia o voo 303 nas proximidades de Florianópolis. Transportando 50 passageiros e 8 tripulantes, o Boeing 727 prefixo PT-TYS colidiria na encosta do Morro da Virgínia (32 quilômetros do Aeroporto de Florianópolis) durante a aproximação para o pouso no Aeroporto Hercilio Luz. Dos 58 ocupantes da aeronave, apenas 3 sobreviveram ao desastre.

## Aeronave
Em meados da década de 50, a Boeing passou a estudar o mercado da aviação comercial e identificou a necessidade de substituição dos velhos DC-4 e Lockheed Constellations por aeronaves a jato. Assim, iniciou o desenvolvimento de uma nova aeronave. Após um lento desenvolvimento, o Boeing 727 é anunciado em 1960. O primeiro voo foi realizado em 9 de fevereiro de 1963 e até o final daquele, as primeiras aeronaves eram entregues a United Airlines. Duas séries (100 e 200) e 10 versões diferentes do 727 foram desenvolvidas pela Boeing durante a década de 1960 até 1984, quando foi finalizada a última das 1832 aeronaves produzidas. Dezenas de companhias aéreas do mundo operaram o 727 em voos de passageiros durante as décadas de 1960,1970 e 1980, quando as envelhecidas aeronaves passaram a ser convertidas para o transporte de cargas. Atualmente, poucos 727 prestam serviços no mundo.
A aeronave destruída foi fabricada em 1966 e adquirida pela Braniff. Após alguns anos operando na empresa aérea americana, o Boeing 727 foi vendido em 1976 juntamente com outras 13 aeronaves similares para a empresa aérea brasileira Transbrasil, onde recebeu o prefixo PT-TYS.

## Acidente
Iniciado na manhã de 12 de abril, o Voo Transbrasil 303 ligava Belém a Porto Alegre, com escalas em Fortaleza, Brasília, Vitória, Rio de Janeiro, São Paulo, Curitiba e Florianópolis. Após decolar de Belém e realizar a maior parte de suas escalas, o Boeing 727 que realizava esse voo decolou do aeroporto de Congonhas no início da noite e tinha como destino Florianópolis, última escala prevista antes de Porto Alegre, destino final daquele voo.
As condições meteorológicas na região de Florianópolis eram ruins naquela noite, dificultando a aproximação do 727. Após realizar o bloqueio do radiofarol não-direcional (NDB) de Florianópolis, localizado junto a ponte Hercílio Luz, o Boeing 727 da Transbrasil realizou a descida de 3 mil para 2 mil pés e iniciou o procedimento Delta de aproximação para pouso no aeroporto. Por volta das 20h38 min, a aeronave se chocou contra o lado norte do Morro da Virgínia, na localidade de Ratones, cerca de 24 km ao norte do aeroporto de Florianópolis. O forte impacto da aeronave com as árvores existentes no local fez com que a fuselagem fosse completamente destruída, lançando parte dos passageiros para fora da mesma, incluindo alguns poucos sobreviventes.
O local da queda - de difícil acesso - só foi alcançado pelas equipes de resgate por volta das 22h. Enquanto uma equipe resgatava quatro sobreviventes, outra abria uma clareira na mata para permitir o pouso de um helicóptero. Durante a madrugada, os quatro sobreviventes foram removidos de helicóptero para hospitais de Florianópolis enquanto que os corpos dos passageiros e tripulantes mortos eram reunidos para serem transportados para o Instituto Médico Legal. Na manhã de 13 de abril, as autoridades tiveram de conter centenas de pessoas que tentavam invadir o local da queda. Algum tempo depois, um dos sobreviventes morreu, reduzindo o número de sobreviventes para três.

## Investigações
As investigações foram facilitadas pela descoberta da caixa preta (contendo o CVR e o FDR), no dia 14 de abril. A análise da caixa preta não indicou anormalidade na aeronave.
A comissão de investigação determinou que o acidente foi provocado por falha humana, causada por dois fatoresː
- Mau tempo;
- Supervisão de voo deficiente por parte do comandante.

A aeronave era pilotada por um inspetor do Departamento de Aviação Civil, que realizava treinamento para a função de checador do Boeing 727. O treinamento era supervisionado pelo comandante da aeronave. O mau tempo causou atraso no voo e a incidência de raios prejudicou o funcionamento do NDB de Florianópolis, gerando um falso bloqueio de posição, que prejudicou o julgamento da tripulação. O excesso de confiança da tripulação de sua posição geográfica (o comandante tinha mais de 20 mil horas de voo) impediu que a aproximação fosse abortada. Ao se aproximar para o pouso em um local incorreto (causada pelo falso bloqueio do NDB), o Boeing 727 da Transbrasil voava abaixo do limite de segurança daquela região (por cerca de 60 m de altura, a aeronave se chocou com o Morro da Virgínia), chocando com as árvores até atingir o lado norte do Morro da Virgínia.
A falta de equipamentos modernos de auxílio a navegação no aeroporto de Florianópolis também contribuiu indiretamente para o acidente, pois ao contrários dos grandes aeroportos da época que utilizavam os sistemas VOR e ILS/DME, o aeroporto de Florianópolis utilizava o obsoleto auxílio-rádio NDB como único meio de auxílio a navegação.

## Consequências
Após o acidente, a Força Aérea Brasileira acelerou a implantação do CINDACTA II em novembro de 1982, enquanto que a Infraero implantou, entre julho de 1981 e abril de 1982, um novo sistema de auxílio a navegação no aeroporto Hercílio Luz, composto de radar, ILS,DME e VOR enquanto que o obsoleto equipamento NDB foi desativado.
A Transbrasil vivia uma grave crise financeira desde 1975, sendo agravada pelo acidente e por incidentes, ameaças de greve, demissões, etc. Para não falir (em meados de 1987, a Transbrasil tinha uma dívida de cerca de US$ 120 milhões), a companhia aérea aceitou receber grandes aportes financeiros do governo brasileiro que chegou a intervir na direção da empresa entre 1988 e 1989. Após gestões desastrosas, a empresa encerrou suas atividades em 2003 - deixando uma dívida de cerca de R$ 1,5 bilhão.